# 內外術經
《內外術經》，古醫書名，已佚，傳說為岐伯有作《內外術經》十八卷。內外當指內科、外科。